# William D. Harkins

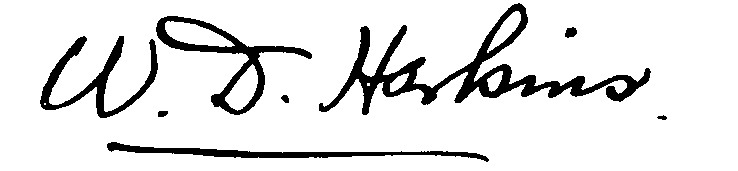
Unterschrift von William D. Harkins

William Draper Harkins (* 28. Dezember 1873 in Titusville, Pennsylvania; † 7. März 1951 in Chicago, Illinois) war ein US-amerikanischer Chemiker (Physikalische Chemie, Kernphysik).

## Leben
William D. Harkins ging in Escondido (Kalifornien) zur Schule und studierte ab 1896 Chemie an der Stanford University mit dem Bachelor-Abschluss im Jahr 1900. Danach lehrte er als Professor an der University of Montana in Missoula Chemie, setzte aber auch sein Studium fort. 1901 und 1904 studierte er in Chicago und 1905/06 in Stanford, wo er 1907/8 bei Robert Eccles Swain promoviert wurde. 1909 war er in Deutschland bei Fritz Haber in Karlsruhe, 1909/10 am Massachusetts Institute of Technology (bei Arthur Amos Noyes und Gilbert Newton Lewis, er befasste sich dort mit Thermodynamik von Lösungen) und 1911 an der Carnegie Institution in Washington, D.C. 1912 verließ er die University of Montana (wo er unter anderem für die Landwirtschaft, Gerichtsmedizin und Bergbauunternehmen arbeitete) und lehrte an der University of Chicago. Er war zuerst Assistant Professor und ab 1917 Professor für Physikalische Chemie. 1939 ging er offiziell in den Ruhestand.
Er war beratender Chemiker sowohl für US-Regierungsstellen als auch für viele Firmen. Zum Beispiel war er von 1941 bis 1945 im National Defense Research Committee.

## Werk
Harkins befasste sich mit Oberflächenchemie (was bei seiner Zeit als Gastprofessor bei Fritz Haber begann, wo er sich mit Oberflächenspannung befasste und in Chicago entwickelte er eine Theorie der Orientierung von Molekülen in Oberflächen) und war in den 1920er Jahren ein Pionier der Kernphysik in den USA, zu einer Zeit als sich noch kaum Physiker in den USA dafür interessierten.
In der Kernphysik publizierte er zuerst 1915. Es war schon damals deutlich, dass die nicht-geraden Zahlen der mittleren Atomgewichte auf Isotopeneffekte zurückzuführen waren. Harkins verfolgte das weiter und betrachtete auch die Häufigkeit der Elemente (Stabilität) unter dem Aspekt des Aufbaus von Kernen aus fundamentalen Einheiten (man vermutete damals noch Protonen und Elektronen) und sagte früh (wie auch Ernest Rutherford) die Existenz des Neutrons vorher (1920), das als freies Teilchen 1932 von James Chadwick nachgewiesen wurde. Harkins führte auch 1921 das Wort Neutron ein. In seinen Arbeiten von 1915 spekulierte er auch darüber, dass die Verschmelzung von Wasserstoff zu Helium Quelle der Sonnenenergie war.
Nach ihm und Giuseppe Oddo ist die Oddo-Harkins-Regel benannt (Oddo 1914, Harkins 1917), nach der Häufigkeit der Elemente mit steigender Ordnungszahl und zunehmenden Größe und Komplexität der Kerne abnimmt und bei benachbarten Kernen die mit gerader Ordnungszahl häufiger sind als die mit ungerader.
Er untersuchte den Zerfall von Stickstoff und anderen Kernen nach dem Beschuss mit Alphateilchen (und Neutron) in Nebelkammern. Er nahm an, dass sich kurzzeitig ein Compoundkern bildete und dann eine Kernspaltung einsetzte. Kurz nach der Entwicklung des Zyklotrons baute er eines mit seinen Studenten in Chicago (in Operation 1936). Er unternahm auch Experimente zur Isotopenseparation mit Diffusion bei Chlor und Quecksilber. Er entwickelte auch früh Ideen zum Schalenaufbau der Kerne.

## Ehrungen und Mitgliedschaften
1928 erhielt er die Willard Gibbs Medal. Er war seit 1921 Mitglied der National Academy of Sciences und seit 1925 der American Philosophical Society. Er war Vizepräsident der American Association for the Advancement of Science.

## Privates
1904 heiratete er die Englisch-Professorin Anna Louis Hathaway und hatte zwei Kinder (seine Tochter war Konzertsängerin und sein Sohn Henry Harkins Chirurg). Harkins war passionierter Bergsteiger.

## Schriften
- Physical Chemistry of Surface Films, New York: Reinhold Publ. 1952

Einige Arbeiten zur Kernphysik:
- mit E. D. Wilson:
  - Energy relations involved in the formation of complex atoms, Phil. Mag. 30, 1915, 723
- The changes of mass and wight involved in the formation of complex atoms, J. Am. Chem. Soc. 37, 1915, 1367
  - The structure of complex atoms : the hydrogen and helium system, J. ACS, 37, 1915, 1383
  - Recent work on the structure of the atom, J. ACS, 37, 1915, 1396
  - The structure of complex atoms an the changes of mass and weight involved in their formation, Proc. Nat. Acad., 1, 1915, 276
- The abundance of elements in relation to the hydrogen-helium structure of atoms, Proc. Nat. Acad. Sci. 2, 1916, 216
- The nuclei of atoms and the new periodic system, Phys. Rev., 15, 1920, 73
- The stability of atoms as related to the positive and negative electrons in their nuclei and the hydrogen helium, H3, H2 theory of nuclear structure, J. ACS 42 1920, 1956
- Natural system of the classification of isotopes and the atomic weights of pure atomic species as related to nuclear stability, J. ACS 43, 1921, 1038
- The stability of atomic nuclei, the separation of isotopes and the whole number rule 1-5,  Franklin Institute, Band 194, 1922, 165, 329, 531, 645, 783
- Die Atomsysteme, die sich in Begleitung von Atomspaltung (Atomzertrümmerung) kundgibt, und die Theorie vom Aufbau der Atome aus Wasserstoff und Helium, Z. f. Physik, 50, 1928, 97
- The synthesis of atoms, the whole number rule, and the periodic system of atomic species, Chem. Rev. 5, 1928, 371
- Atomic stability as related to nuclear spin, Phys. Rev. 35, 1930, 434
- mit D. M. Gans, H. W. Newson: Atomic disintegration by a relatively slow neutron, Phys. Rev. 43, 1933, 208 (und weitere Arbeiten)
- The neutron, the atomic nucleus and mass defects, J. ACS 55, 1933, 855
- The neutron, atomic building and a nuclear exclusion principle, Proc. Nat. Acad., 19, 1933, 307
- Nuclear chemistry, the neutron and artificial radioactivity, Science 83, 1936, 533
- The intermediate nucleus in the disintegrative synthesis of atomic nuclei: disintegration in steps, Proc. Nat. Acad., 23, 1937, 120
- The neutron, the intermediate or compound nucleus and the atomic bomb, Science, 103, 1946, 289